# Urretxu
Urretxu är en kommun i Spanien. Den ligger i Gipuzkoaprovinsen i den autonoma regionen Baskien i norra delen av landet, 300 km norr om huvudstaden Madrid. Antalet invånare är 6 765 (2024). Arean är 7,71 kvadratkilometer. Urretxu gränsar till Zumarraga, Legazpi och Antzuola. 